# Basil von Wyl
Basil von Wyl (* 2. April 1999) ist ein Schweizer Unihockeyspieler, welcher beim Nationalliga-A-Verein Ad Astra Sarnen unter Vertrag steht.

## Karriere
Von Wyl stammt aus dem Nachwuchs von UHC Sharks Kägiswil-Alpnach. Während der Saison 2016/17 debütierte er in der ersten Mannschaft von Ad Astra Sarnen. 2019 stieg er mit Ad Astra Sarnen in die höchste Schweizer Spielklasse auf. 
Er erzielte im sechsten Spiel der Best-of-7-Serie gegen den UHC Kloten-Dietlikon Jets den entscheidenden Treffer in der Nachspielzeit, welcher den Aufstieg besiegelte.